# Murad II.

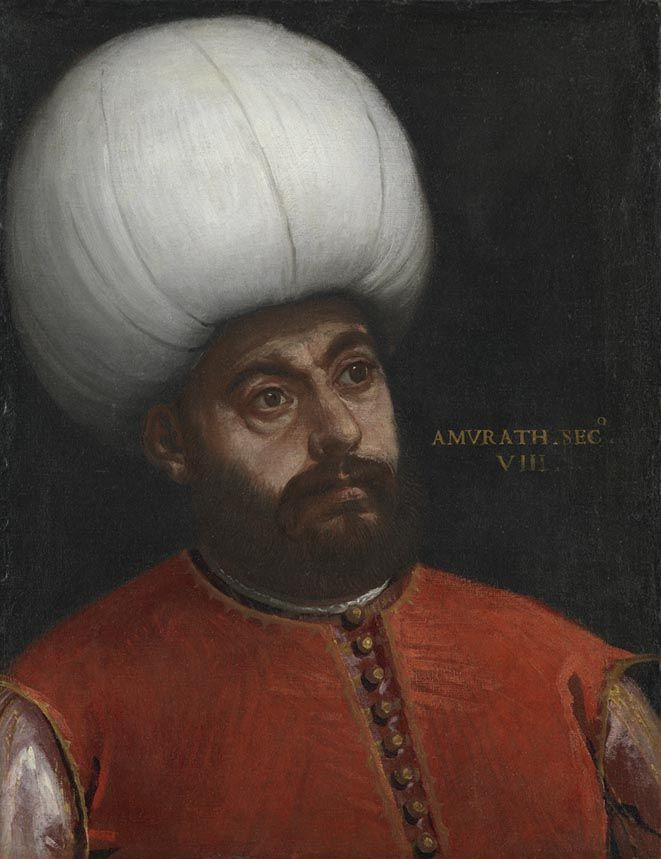
Paolo Veronese (Nachfolger): Sultan Murad II., Bayerische Staatsgemäldesammlungen

Murad II., osmanisch مراد بن محمد / Murād b. Meḥemmed (geboren Juni 1404 in Amasya; gestorben 3. Februar 1451 in Edirne), war von 1421 bis 1451, mit einer Unterbrechung von 1444 bis 1446, Sultan des Osmanischen Reiches.

## Regierung
Murad folgte seinem Vater Mehmed I. auf dem Thron. Der vom byzantinischen Kaiser Manuel II. Palaiologos und anderen Fürsten unterstützte Versuch seines Onkels Mustafa (der „falsche Mustafa“, siehe Mehmed I.), sich den Thron anzueignen, führte bald nach seinem Amtsantritt zu Schwierigkeiten, was zu einer Beendigung der erfolglosen Belagerung Konstantinopels 1422 führte. Die Abtrünnigen wurden jedoch bald besiegt und Mustafa hingerichtet, ebenso wie ein jüngerer Bruder Murads, der seinen Anspruch auf den Thron angemeldet hatte.

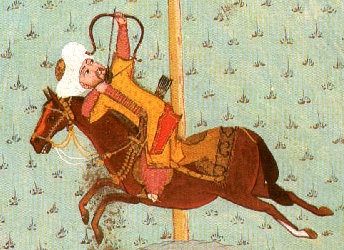
Murad II. als Bogenschütze, osmanische Miniatur von 1584

In den folgenden Jahren festigte Murad die osmanische Herrschaft in Westanatolien und besetzte 1430 Saloniki, das sich erst wenige Jahre zuvor unter den Schutz Venedigs begeben hatte. Er betrieb einen langfristigen Kampf mit den Bosniern, Albanern und Ungarn, bei dem die Osmanen gegen Johann Hunyadi und Skanderbeg viele schwere Rückschläge erlitten. Dementsprechend schloss er 1444 in Szeged einen zehnjährigen Vertrag ab, in dem er alle Ansprüche auf Serbien aufgab und Đurađ Branković als serbischen Regenten anerkannte.
Kurz danach dankte er, tief betroffen vom Tod seines ältesten Sohns Ala-ud-din, zugunsten seines zweiten Sohns Mehmed ab, der zu der Zeit zwölf Jahre alt war. Aber der Angriff der christlichen Mächte – in Verletzung des geschlossenen Vertrages – überforderte den unerfahrenen jungen Herrscher, so dass Murad von seinem Ruhestand in Manisa zurückkehrte, seine Feinde in der Schlacht bei Warna (10. November 1444) vernichtend schlug und sich wiederum nach Manisa zurückzog.  Ein Aufstand der Janitscharen  veranlasste ihn, wieder die Macht zu übernehmen. Mehrere Jahre seines Lebens verbrachte er noch auf Kriegszügen in Europa, wobei er im Kosovo auf dem Amselfeld abermals Hunyadi besiegte (17.–19. Oktober 1448). Als die Lage auf dem Balkan stabilisiert war, wandte er sich nach Osten und besiegte Timurs Sohn Schāh Ruch und das Emirat von Karaman. Er starb 1451 in Adrianopel und wurde in Bursa beigesetzt.

## Ehen und Nachkommen

### Ehen
Sultan Murad II. hatte offiziell sieben Ehefrauen:
1. Alima Khanum aus Dulkadir (⚭ um 1421);
2. Ne, eine Tochter von Damad Karadscha Pascha;
3. Yeni Khanum, eine Tochter von Mahmud Schah, Bey von Amasya;
4. Hüma Hatun, ein vermutlich griechisches Sklavenmädchen bescheidener Herkunft († September 1449, begraben in Bursa);
5. Taj un-nisa Khadija Halima Khanum, eine Tochter von Amir Damad Taj ud-din Ibrahim II. Bey Amir von Candar; ⚭ 1423 in Adrianopel;
6. Mara Branković, eine Tochter von Đurađ Vuković Branković, Despot von Serbien und dessen Gemahlin Eirene Kantakuzene (* 1416/17; † 14. September 1487 in Ježovo), begraben im Eikosiphoinissa-Kloster in Kosinitza. Verlobt im Juni 1433, Hochzeit am 4. September 1435 in Adrianopel (keine Kinder);
7. Halima Hatun, eine Tochter von Ibrahim II.,  Herrscher über den turkmenischen Stamm der Çandaroğlu in Anatolien. Sie musste später Ischak Pascha, einen der engsten Berater von Sultan Murad heiraten, der nach dem Tod des Sultans zum Gouverneur von Anatolien ernannt wurde.

### Nachfahren
Sultan Murad II. hatte aus seiner vierten Ehe drei Kinder:
1. Ahmed († im Mai 1437 in Amasya), Gouverneur der Provinz Amasya in Anatolien;
2. Ala ed-Din († im Juni 1443 in Amasya), Gouverneur der Provinz Manisa, Gouverneur der Provinz Amasya ab 1439, ermordet von seinem Berater Kara Hizir Pascha;
3. Mehmed (* 30. März 1432 in Adrianopel; † 3. Mai 1481 in Gebze), zunächst Gouverneur der Provinz Amasya ab 1437 als Nachfolger seines Bruders Ahmed, ab 1439 Gouverneur in Manisa. Er folgte auf seinen Vater nach dessen Abdankung 1444 als Sultan Mehmed II., wurde von ihm jedoch 1446 wieder ersetzt, folgte nach dem Tod seines Vaters 1451 als Sultan des Osmanischen Reiches.

Sultan Murad II. hatte aus seiner siebenten Ehe ein Kind:
1. Ahmed (* 1450), ermordet 1451 auf Befehl seines Halbbruders Mehmed II.